# Războaiele Romano-Persane
Războaiele romano-persane au fost o serie de conflicte între statele lumii greco-romane și două imperii succesive persane. Contactul între Imperiul Part și Republica Romană a început în 92 î.Hr.; războaie au început în timpul perioadei târzii a Republicii, și a continuat între Imperiul Roman și Imperiul sasanizilor. Aceste conflicte au încetat în 627 datorită invaziei arabilor musulmani, care a lovit Imperiul Sasanizilor și estul Imperiului Bizantin.

## Războaiele bizantinilor cu sasanizii

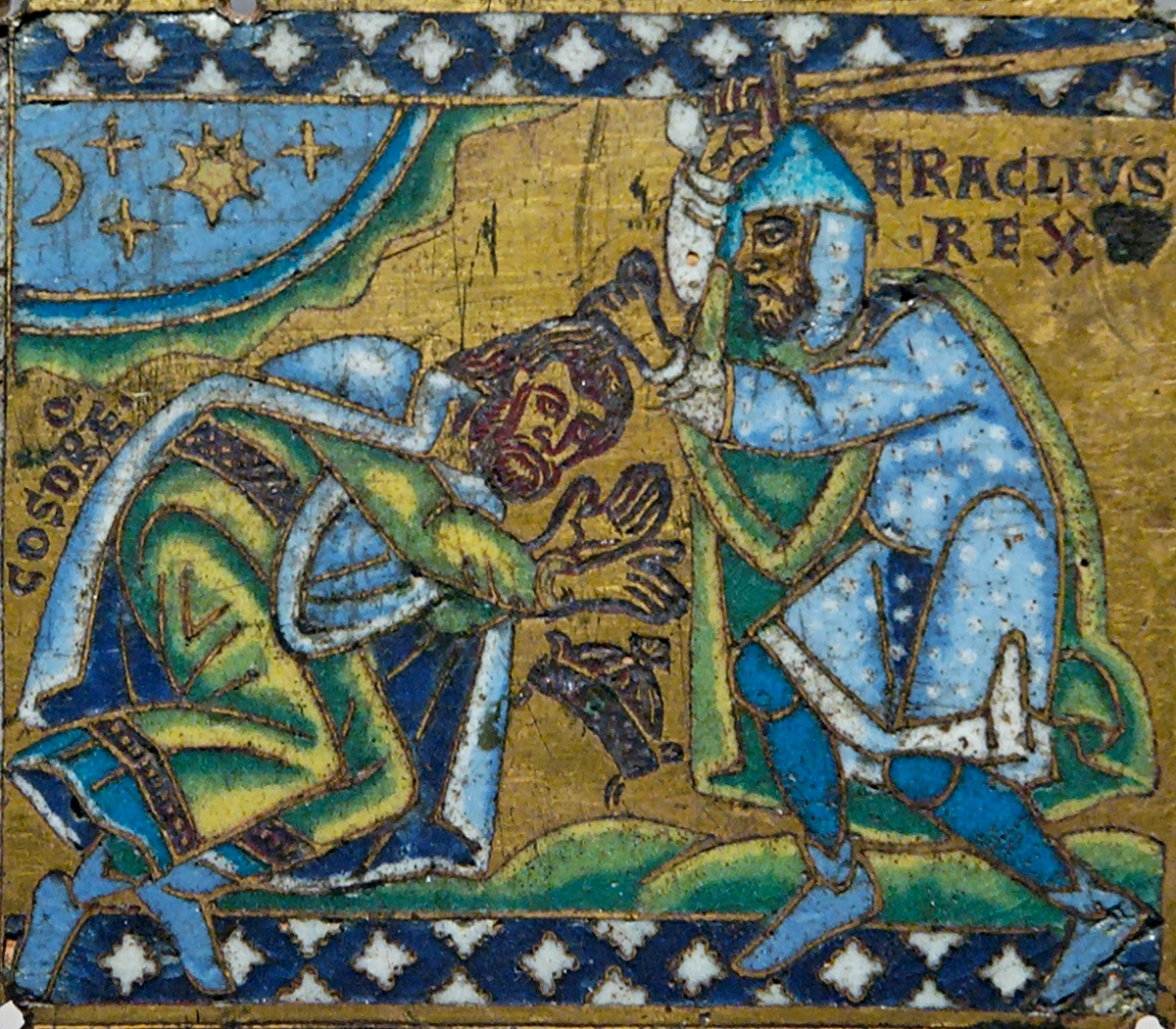
Cherub şi împăratul bizantin Heraclius I supun regele sassanid Khosrau al II-lea Imagine de pe o cruce.

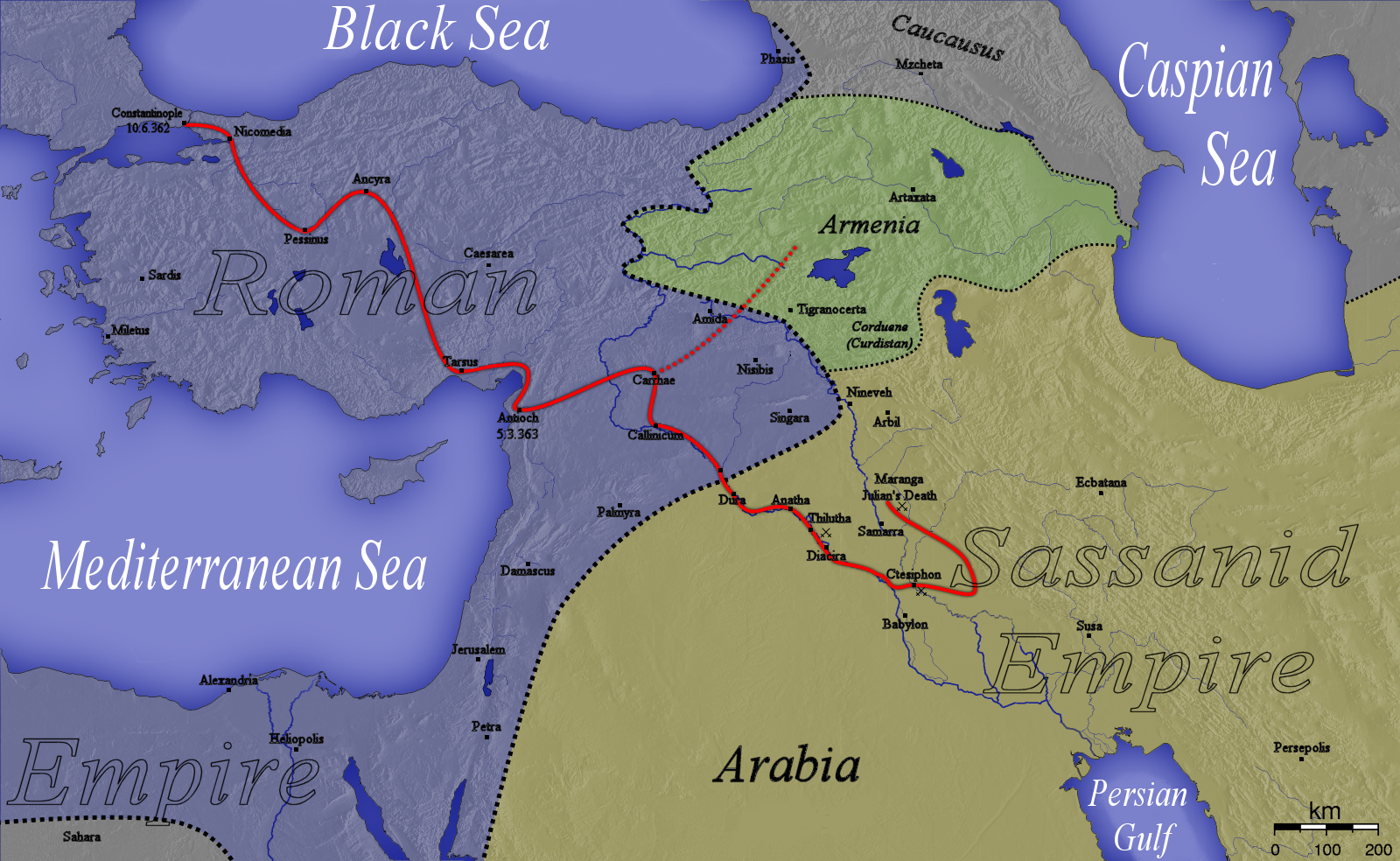
Campania fără succes a lui Iulian Apostatul din 363 a dus la pierderea câștigurilor romane teritoriale din cadrul Tratatului de Pace din 299.